# Carl Christoph Hachmeister
Carl Christoph Hachmeister (* 1710 in Engelbostel; † 1777 in Hamburg) war ein deutscher Organist.

## Leben
Über Hachmeisters Leben ist wenig bekannt. Er wurde am 18. Oktober 1748 zum Organisten der Hamburger Heilig-Geist-Kirche gewählt. In den 1750er Jahren veröffentlichte er eine vielbeachtete Klavierübung, ein Menuett mit 50 Variationen. 
Er war der Onkel von Augustus Frederick Christopher Kollmann.

## Werke
- Clavierübung, Hamburg [um 1754]